# Happy Together
Happy Together är den amerikanska popgruppen the Turtles mest kända låt. Den kommer från albumet med samma namn som släpptes 1967, och singeln toppade Billboard Hot 100 samma år. Låten blev även en hit i många europeiska länder. Många betraktar sången som en klassiker och den har funnits med i flera filmer, såsom Den perfekta mannen (1986), Adaptation (2002), Freaky Friday (2003), och 27 Dresses (2008). Freaky Friday-versionen var heavy metal-inspirerad.
Andra grupper, till exempel The RR Gang och Simple Plan, har också framfört coverversioner av sången.

## Listplaceringar
| Lista (1967)   | Position          |
| -------------- | ----------------- |
| Australien     | 25 (Go Set)       |
| Danmark        | 19 (DR "Top 20")  |
| Finland        | 12                |
| Flandern       | 8                 |
| Frankrike      | 13 (SNEP)         |
| Irland         | 19                |
| Kanada         | 2 (RPM)           |
| Nederländerna  | 6 (Megacharts)    |
| Norge          | 9 (VG-lista)      |
| Nya Zeeland    | 2 (NZ Listner)    |
| Spanien        | 2                 |
| Storbritannien | 12                |
| Sverige        | 20 (Kvällstoppen) |
| Sverige        | 6 (Tio i topp)    |
| USA            | 1                 |
| Vallonien      | 5                 |
| Västtyskland   | 11                |
| Österrike      | 11                |